# Lighttpd
Softwaren lighttpd (udtales "lighty") er en webserver, der er optimeret til installationer med høje krav til afviklingshastighed. Lighttpd har lavt hukommelsesforbrug og lav CPU-belastning.[kilde mangler]
| Software | Spire Denne artikel om software og programmering er en spire som bør udbygges. Du er velkommen til at hjælpe Wikipedia ved at udvide den. |